# Anna Manaut
Anna Manaut Caixal (Tarroja de Segarra, 17 de diciembre de 1990) es una ex jugadora de balonmano, que jugaba de lateral derecho y fue internacional con la Selección Española.

## Trayectoria
Sus primeros pasos en el balonmano fue con el ACLE Guissona, donde jugó hasta el 2004. Ese año, aun en Cataluña, se mudó a la Asociación Lleidatana, con la que se mantuvo hasta el 2011.
Fichó por el Mar de Alicante ese verano para debutar en la máxima división nacional y en Europa. Al siguiente, volvió a Cataluña para jugar con el Club Balonmano Deportivo Castelldefels, de la División de honor.
Tras tres temporadas, en las que el descenso de categoría propició la salida de las mejores jugadoras del Castelldefels (Boada se marchó al Alcobendas, Gil al Porriño y Manaut fue fichada por el Atlético Guardés al que llegó ese verano). En el equipo miñoto, además de coincidir con Anthía Espiñeira, Paula García, Nuria Benzal, Haridian Rodríguez o Estela Doiro) destacó con 121 tantos lo que le abrió las puertas de la Liga Francesa y se incorporó a la Entente Sportive Bisontine Féminine Handball (ESBF), de Besançon, en el verano de 2016.
En marzo del 2017 sufrió una lesión grave en un partido ante el Metz y se perdió el resto de la temporada. En su recuperación llegó a jugar con el filial de primera división territorial. Para la temporada 2018-2019, fichó por el equipo AS Cannes Mandelieu Handball, de la segunda división en el que se mantuvo hasta la temporada 2021, año de su retirada.
Internacional con España en categorías de juvenil y júnior llegó a debutar con las Guerreras, el 12 de junio de 2009, con las que jugó un total de 5 partidos, además de proclamarse campeona del Mundo universitaria en 2016.

### Clubes
- 2004–11: Associació Lleidatana d'Handbol
- 2011–12: Mar Alicante
- 2012–15: Handbol Esportiu Castelldefels
- 2015–16: Atlético Guardés
- 2016–18: ESBF Besançon
- 2018–: AS Cannes Handball

#### Datos[13][9]
|          | España | España | España | Francia | Francia | Total |
|          | DHF    | Copa   | EHF    | FR      | Copa    | Total |
| -------- | ------ | ------ | ------ | ------- | ------- | ----- |
| Goles    | 565    | 6      | 4      | 347     | 1       | 923   |
| Partidos | 126    | 3      | 8      | 90      | 1       | 228   |

## Títulos y galardones

### Selección española
- 1 x Campeonato del Mundo Universitario (2016)